# Лук каспийский
Лук каспийский (лат. Allium caspium) — многолетнее травянистое растение, вид рода Лук (Allium) семейства Луковые (Alliaceae).

## Распространение и экология
В природе ареал вида охватывает нижнее течение Волги, восточные районы Северного Кавказа, западные и южные районы Средней Азии.
Произрастает в песчаных пустынях и на песках в районах выходов пестроцветных пород.

## Ботаническое описание
Луковица шаровидная, диаметром 2—4,5 см; оболочки почти чёрные, бумагообразные. Стебель высотой 10—30 см.
Листья в числе одного—двух, шириной 0,5—2,5 см, от линейных и линейно-ланцетных до широко ланцетных, по краю шероховатые или гладкие, примерно равны стеблю.
Чехол в три раза короче зонтика. Зонтик пучковатый, чаще полушаровидный или шаровидный, многоцветковый, рыхлый. Цветоножки длиной до 15 см, при основании без прицветников. Листочки колокольчатого околоцветника грязно-зеленовато-фиолетовые или, реже, беловатые, продолговатые или продолговато-овальные, реже ланцетные, тупые, внутренние иногда зазубренные, длиной 5—11 мм. Нити тычинок фиолетовые или реже белые, в полтора-два раза длиннее листочков околоцветника, при основании между собой и с околоцветником сросшиеся, линейно-шиловидные. Завязь на короткой ножке, гладкая.
Коробочка широко-обратнояйцевидная, диаметром около 4 мм.

## Классификация

### Таксономия
Вид Лук каспийский входит в род Лук (Allium) семейства Луковые (Alliaceae) порядка Спаржецветные (Asparagales).
|  |                                      |  |                                                             |                                                             |                   |  | ещё 24 семейства (согласно Системе APG II) | ещё 24 семейства (согласно Системе APG II) |                     |  |  |  | ещё более 870 видов |
|  |                                      |  |                                                             |                                                             |                   |  | ещё 24 семейства (согласно Системе APG II) | ещё 24 семейства (согласно Системе APG II) |                     |  |  |  | ещё более 870 видов |
|  |                                      |  |                                                             | порядок Спаржецветные                                       |                   |  |                                            |                                            | род Лук             |  |  |  |                     |
|  |                                      |  |                                                             | порядок Спаржецветные                                       |                   |  |                                            |                                            | род Лук             |  |  |  |                     |
|  | отдел Цветковые, или Покрытосеменные |  |                                                             |                                                             | семейство Луковые |  |                                            |                                            | вид Лук каспийский  |  |  |  |                     |
|  | отдел Цветковые, или Покрытосеменные |  |                                                             |                                                             | семейство Луковые |  |                                            |                                            |                     |  |  |  |                     |
|  |                                      |  | ещё 44 порядка цветковых растений (согласно Системе APG II) | ещё 44 порядка цветковых растений (согласно Системе APG II) |                   |  |                                            | ещё около 300 родов                        | ещё около 300 родов |  |  |  |                     |
|  |                                      |  |                                                             | ещё 44 порядка цветковых растений (согласно Системе APG II) |                   |  |                                            |                                            | ещё около 300 родов |  |  |  |                     |

### Представители
В рамках вида выделяют несколько подвидов:
- Allium caspium subsp. baissunense (Lipsky) F.O.Khass. & R.M.Fritsch

[syn.  Allium baissunense Lipsky]
- Allium caspium subsp. caspium